# Fanjingshan

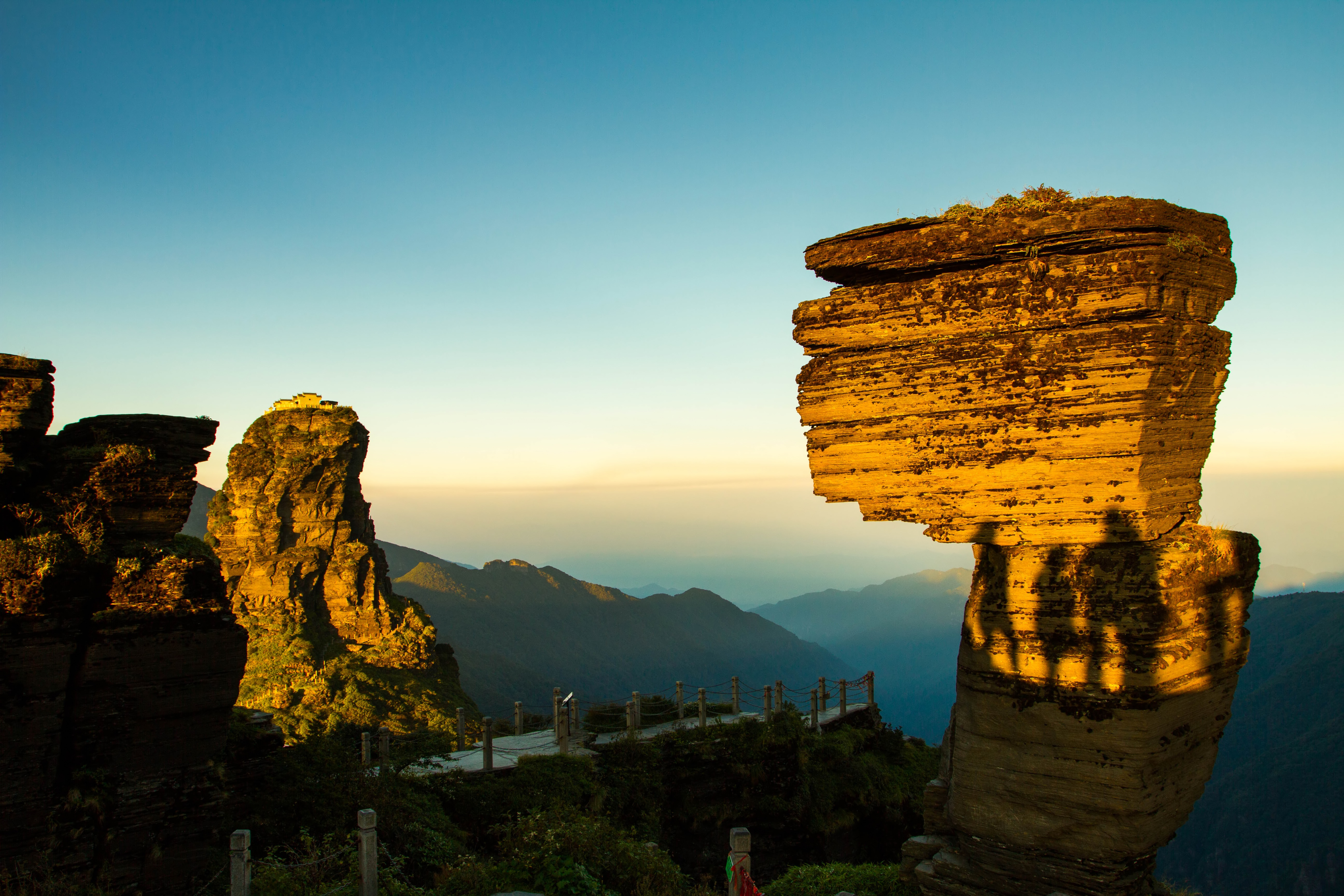
Felsformation im Naturpark mit dem Namen 蘑菇石

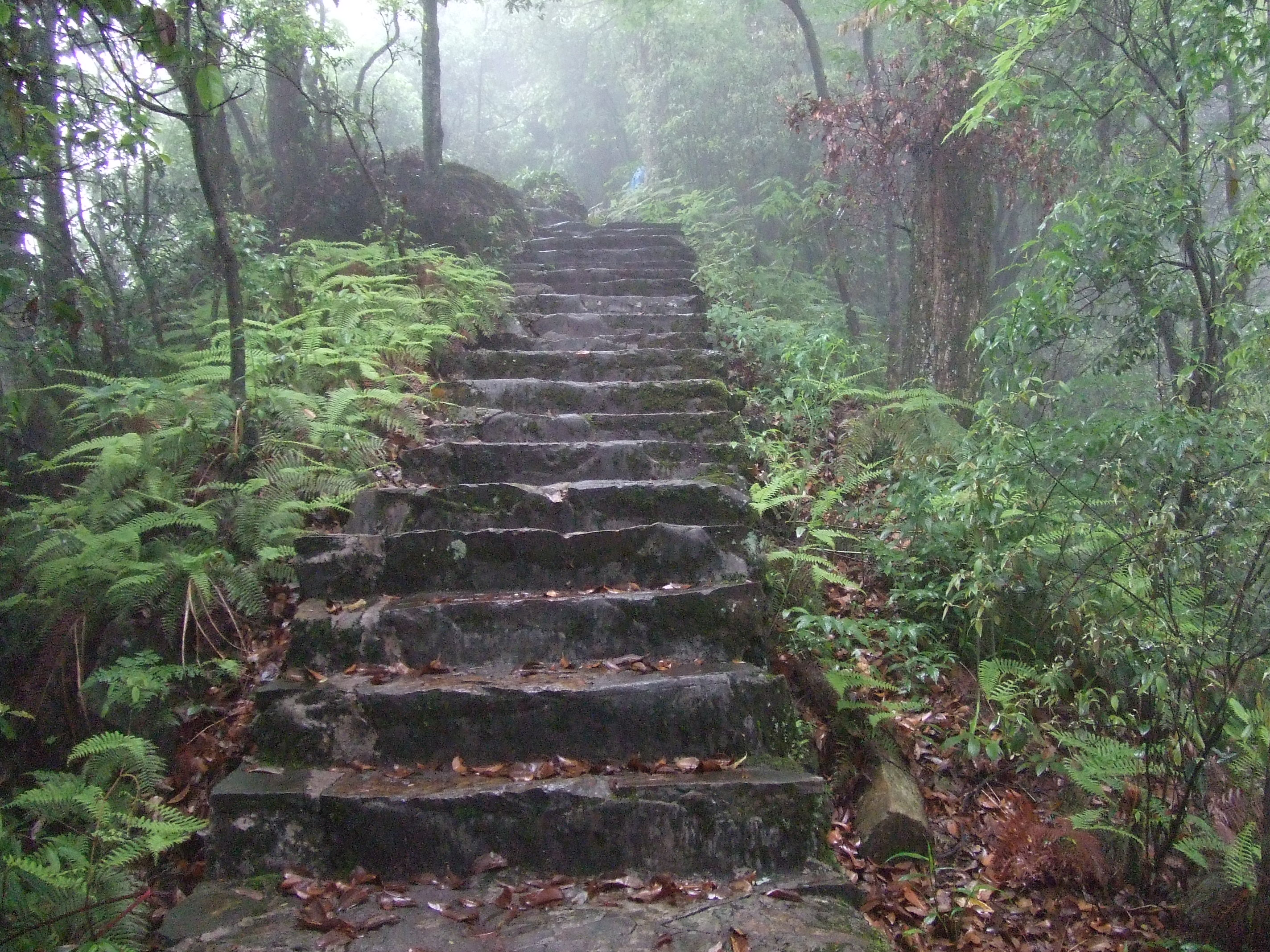
Subtropischer Feuchtwald

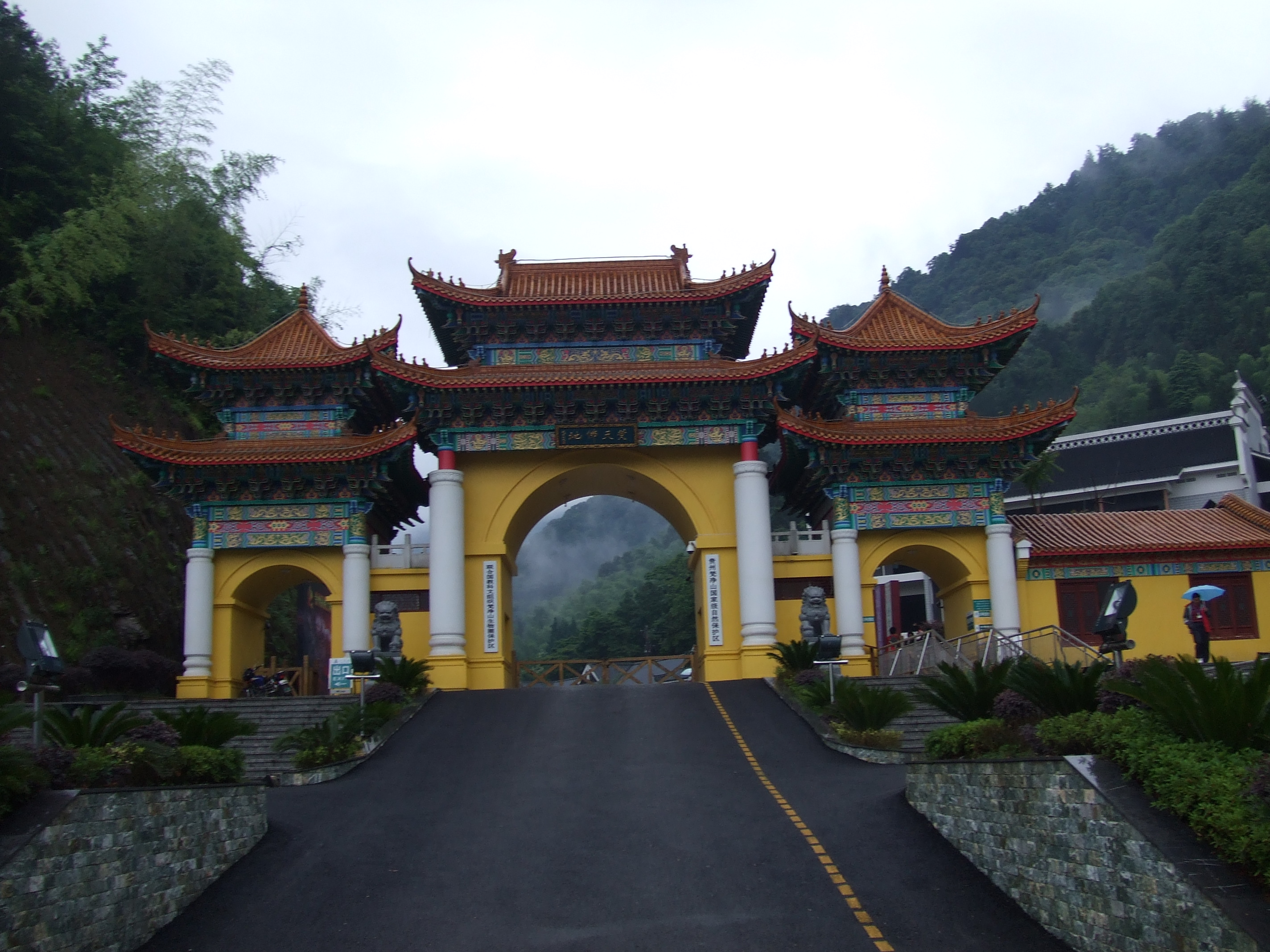
Eingangstor

Der Fanjingshan (chinesisch 梵净山, Pinyin Fànjìngshān – „Fanjing-Berg“) ist ein Berg in der Stadt Tongren in der chinesischen Provinz Guizhou. Der Hauptgipfel (鳳凰金頂 – „Goldener Phönix-Dom“) ist mit 2572 Meter der höchste Berg des Wuling-Gebirges (chinesisch 武陵山脈, Pinyin Wǔlíng Shānmài), einer Bergkette in Zentralchina, die sich von der regierungsunmittelbaren Stadt Chongqing durch den östlichen Teil von Guizhou in den Westteil der Provinz Hunan zieht. Die Bergregion ist durch große landschaftliche Schönheit gekennzeichnet. Zugleich ist der Fanjinshan auch ein wichtiges spirituelles Zentrum des chinesischen Buddhismus. Seit 2018 zählt die Region zum UNESCO-Weltnaturerbe. Auf einem der Nebengipfel (新金顶 – „Goldener Gipfel der roten Wolke“) mit 2336 Metern, auf den rund 8000 Stufen führen, befinden sich zwei kleine Tempel mit einer Brücke über die zwischen ihnen liegende schmale Schlucht.

## Beschreibung

### Geologie
Die zum Weltnaturerbe erklärte Region hat eine Höhe über dem Meeresspiegel von 500 bis 2572 Metern. Geologisch bildet der Fels des Fanjingshan eine Insel aus metamorphem Gestein inmitten eines Meeres von Karstgestein. Das Felsgestein ist zum Teil sehr alt und entstand in der Erdfrühzeit (Proterozoikum) vor ungefähr einer Milliarde Jahren. In der Trias, vor etwa 250 Millionen Jahren, befand sich der Fels des Fanjingshan unter einem Urmeer. Im späten Trias bis zum Jura (vor 150 bis 220 Millionen Jahren) wurde die ganze Region allmählich angehoben und fiel trocken. Dieser Prozess setzte sich nach der Kollision der indischen mit der eurasischen Platte vor etwa 40 Millionen Jahren, die zur Entstehung des Himalaya und der Qinghai-Tibet-Hochebene führte, fort. Das umgebende Karstgestein verwitterte durch die regelmäßigen Regenfälle, während der Fels des Fanjingshan immer weiter in die Höhe wuchs.
Der Berg bildet einen Teil der Wasserscheide zwischen den Flüssen Wujiang und Yuanjiang und einen Teil der Übergangszone zwischen der Yunnan-Guizhou-Ebene im (Süd-)Westen und dem westlichen Hügelland von Hunan. Die Region liegt in den Subtropen und das Klima ist verhältnismäßig mild und regenreich mit Jahresniederschlägen von 1100 bis 2600 mm (im Mittel 1506 mm) und einer durchschnittlichen Luftfeuchtigkeit von 80 %. Es wird durch südwestliche Monsunwinde vom Golf von Bengalen, südöstliche Monsunwinde vom Südchinesischen Meer und kältere, kontinentale Winde von Norden beeinflusst. Die Jahresmitteltemperatur liegt zwischen 5 und 17 °C (im Mittel 12 °C) und nimmt mit zunehmender Höhe ab (etwa 0,5–0,56 °C pro 100 Meter).

### Flora und Fauna
Der große Höhenunterschied führt zu sehr verschiedenen Vegetationszonen und zu einer großen Artenvielfalt auf engem Raum. Unterhalb 1300 Metern besteht die Vegetation vorwiegend aus subtropischem Laubwald. Zwischen 1300 und 2200 Meter folgt Mischwald aus immergrünem und laubabwerfendem Laubwald. Oberhalb 2200 Metern sind Nadelwald und Gebüsche zu finden. Unter den Pflanzen- und Tierspezies befinden sich 230 Spezies von seltenen oder gefährdeten Pflanzen, wie der „Saphir-Drachenbaum“ Paulownia kawakamii und Bretschneidera sinensis, und mehr als 115 seltene oder gefährdete Tierspezies, darunter der Chinesische Riesensalamander, das Chinesische Moschustier, der Königsfasan und der Kragenbär. 46 Pflanzenspezies und 4 Vertebratenspezies (darunter die Graue Stumpfnase), sind im Gebiet endemisch. Von Abies fanjingshanensis, einer Tannenart, wachsen hier etwa 250 Exemplare – der einzige Bestand weltweit. Das Schutzgebiet umfasst etwa 15.600 Hektar urtümlichen Buchenwald – die größte derartige Waldfläche in den gesamten Subtropen.
Im Park gibt es drei Dörfer, Tuanlong, Lingfeng und Dianchang, in denen größtenteils Angehörige von Minderheitenvölkern (Tujia, Miao, Dong, Gelao), aber auch Han-Chinesen wohnen. Die Dorfbewohner betreiben herkömmliche Landwirtschaft im Einklang mit dem Schutzstatus des gesamten Gebietes.

## Buddhistische Traditionen
Seit dem 7. Jahrhundert fand der Buddhismus in Guizhou Eingang und hatte sich hier bis zum 12. Jahrhundert weit ausgebreitet. Im 17. und 18. Jahrhundert gab es in der Region 5 kaiserliche Tempel und 48 gewöhnliche Tempel. Diese sind heute größtenteils nicht mehr, oder nur noch als Ruinen erhalten. Etliche Gebäude fielen der Kulturrevolution zum Opfer. Buddhistische Traditionen sind jedoch immer noch lebendig. Der Berg gilt als ein heiliger Ort des Buddhismus in China, als ein Ort, an dem man spirituelle Erleuchtung (Bodhimaṇḍa, 道场) erleben kann und dem künftigen Buddha (Maitreya, 弥勒菩萨) näher kommen kann.

## Tourismus
Der Tourismus in die Region nimmt ständig zu. Im Jahr 2010 besuchten 180.000 Personen das Gebiet und 2014 waren es 360.000. Derzeit (2018) dürfen nicht mehr als 8000 Personen täglich den Naturpark besuchen.

## Staatlicher Naturschutz und Weltnaturerbe
Im Jahr 1956 erklärte das Land- und Forstwirtschaftsministerium der Volksrepublik China den Fanjingshan zu einem Naturreservat, in dem keine Forstwirtschaft betrieben werden solle. 1978 wurde offiziell das Naturreservat Fanjingshan gegründet. 1986 wurde das Reservat in die UNESCO-Liste der Biosphärenreservate eingetragen. Im März 2017 reichte die Volksrepublik China bei der Weltnaturschutzunion IUCN den Antrag ein, das Gebiet zum Weltnaturerbe zu erklären. Nach positiver Begutachtung durch die zuständigen IUCN-Expertengremien beschloss das Welterbe-Exekutivkomitee der UNESCO auf seiner 42. Sitzung am 24. Juni bis 4. Juli 2018 in Manama (Bahrain) die Aufnahme des Fanjingshan in das Weltnaturerbe.